# アレックス・ガルベス
アレックス・ガルベス（Álex Gálvez）こと、アレハンドロ・ガルベス・ヒメナ（Alejandro Gálvez Jimena、1989年6月6日 - ）は、スペイン・グラナダ出身の元プロサッカー選手。現役時代のポジションは、ディフェンダー。

## 経歴

### 初期
アルバセテ・バロンピエのユースチームでプレーを始め、のちにビジャレアルCFのユースチームに移籍。トップチーム昇格後、レンタル先のCDオンダでプロデビュー。
ビジャレアルのトップチームでプレーすることはなく、2009-10シーズンにセグンダ・ディビシオンBのビジャノベンセCFに移籍。

### ヒホン
2010-11シーズンよりスポルティング・ヒホンに加入。加入初年度はセグンダBのリザーブチームでプレーした。
2011年12月、コパ・デル・レイのRCDマヨルカ戦でトップチーム初出場。2012年1月のマラガCF戦でプリメーラ・ディビシオン初出場。

### ラーヨ・バジェカーノ
2012年7月、ラーヨ・バジェカーノと2年契約を結んだ。2013年10月のUDアルメリア戦でフリーキックから加入後初ゴールを挙げた。
2013年5月、ボルシア・ドルトムントが移籍金200万ユーロで獲得を打診したが、クラブが断ったと報じられた。

### ブレーメン
2014年5月、フリーでヴェルダー・ブレーメンに加入。2014–15シーズン前半はロビン・ドゥット監督の下でDMFのポジションでプレーしていたが、ヴィクトル・スクリプニク監督就任後はCBとしてプレーすることが多くなった。
2015–16シーズン序盤は負傷のため出遅れ、アサニ・ルキミャ＝ムロンゴティの控えに回った。

### エイバル
2016年8月、SDエイバルと3年契約を結んだ。

### ラス・パルマス
2017年12月30日、UDラス・パルマスへシーズン終了までのレンタル移籍が発表された。

### ラーヨ・バジェカーノ
2018年8月31日、ラーヨ・バジェカーノに復帰することが発表された。